# João Lopes Alvim
João Lopes de Alvim foi um Fidaldo da Casa Real no reinado de D. Manuel I de Portugal, sendo membro do seu Conselho Régio.
Foi feitor em Safim, tomou parte na conquista de Goa e foi capitão-mor de Malaca em 1513.
Tornou-se Cavaleiro da Ordem de Cristo.
Pelos seus feitos no Oriente recebeu uma tença de 40 mil reis.